# 東海地方のコト なるべくちゃんと調べます!
『東海地方のコト なるべくちゃんと調べます!』（とうかいちほうのコトなるべくちゃんとしらべます）は、中部日本放送（CBC）で放送されていた東海3県ローカルの情報バラエティ番組である。放送時間は毎週木曜日の19:59～20:54。『そこが知りたい 特捜!板東リサーチ』の2時間スペシャルが放送される事があるため、毎週放送されるとは限らない。2011年12月にパイロット版として放送した特番を経て、2012年1月よりレギュラー放送を開始した情報バラエティ番組。

## 概要
番組ディレクターが町に出向き、住み込みをしたり、その町の店に通ったりしながら、東海地方の他の情報番組では取り上げられたことのない名所やお店などの「ネタ」をくまなく調査し、ディレクターが「これは最新ネタだ」と判断した情報を後日改めてタレントレポーターが取材をする構成になっており、いわゆるロケ番組における「スタッフによる事前調査」も放送する情報番組である。ディレクターの取材光景は多少ドキュメンタリー要素も併せ持っている。
CBCは同じ木曜日19時台の『そこが知りたい 特捜!板東リサーチ』と20時台の本番組で、平日のゴールデンタイムにローカル番組を続けて2本編成することとなったが、この編成は開局以来初めてのことである。『板東リサーチ』の2時間スペシャルで休止の場合もあり。

## 出演
MC
- チュートリアル（徳井義実・福田充徳）

アシスタント
- 柳沢彩美（CBCアナウンサー）

主なタレントリポーター
- 出川哲朗
- 川田広樹（ガレッジセール）
- 北陽（伊藤さおり・虻川美穂子）
- パンクブーブー（黒瀬純・佐藤哲夫）
- ペナルティ（ワッキー・ヒデ）
- Kis-My-Ft2 - レギュラーコーナー「キスマイの学校へ行こまい」担当、メンバーが数名VTRのみで出演（千賀健永だけ固定されている）

## ネット局
- 中京広域圏:中部日本放送（CBC）※制作局

## スタッフ
- ディレクター：柴田知宏、福田和陛、縣大悟、澤木修司、杉原衣美
- 製作著作：中部日本放送